# 廈門街 (新加坡)

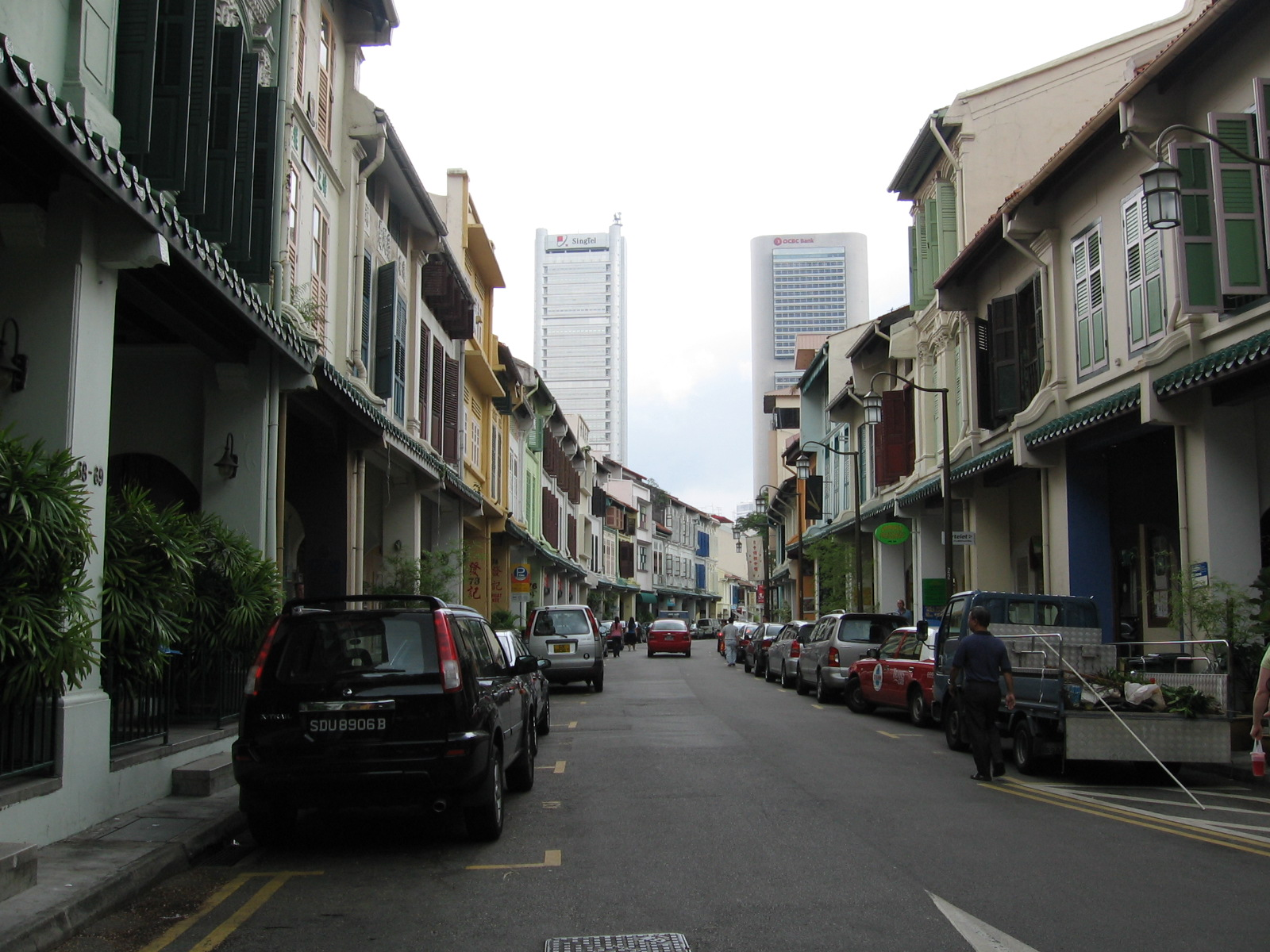
廈門街（攝於2005年12月）
遠方的兩棟摩天大樓為必麒麟運作大廈（左）和華僑銀行大廈（右）

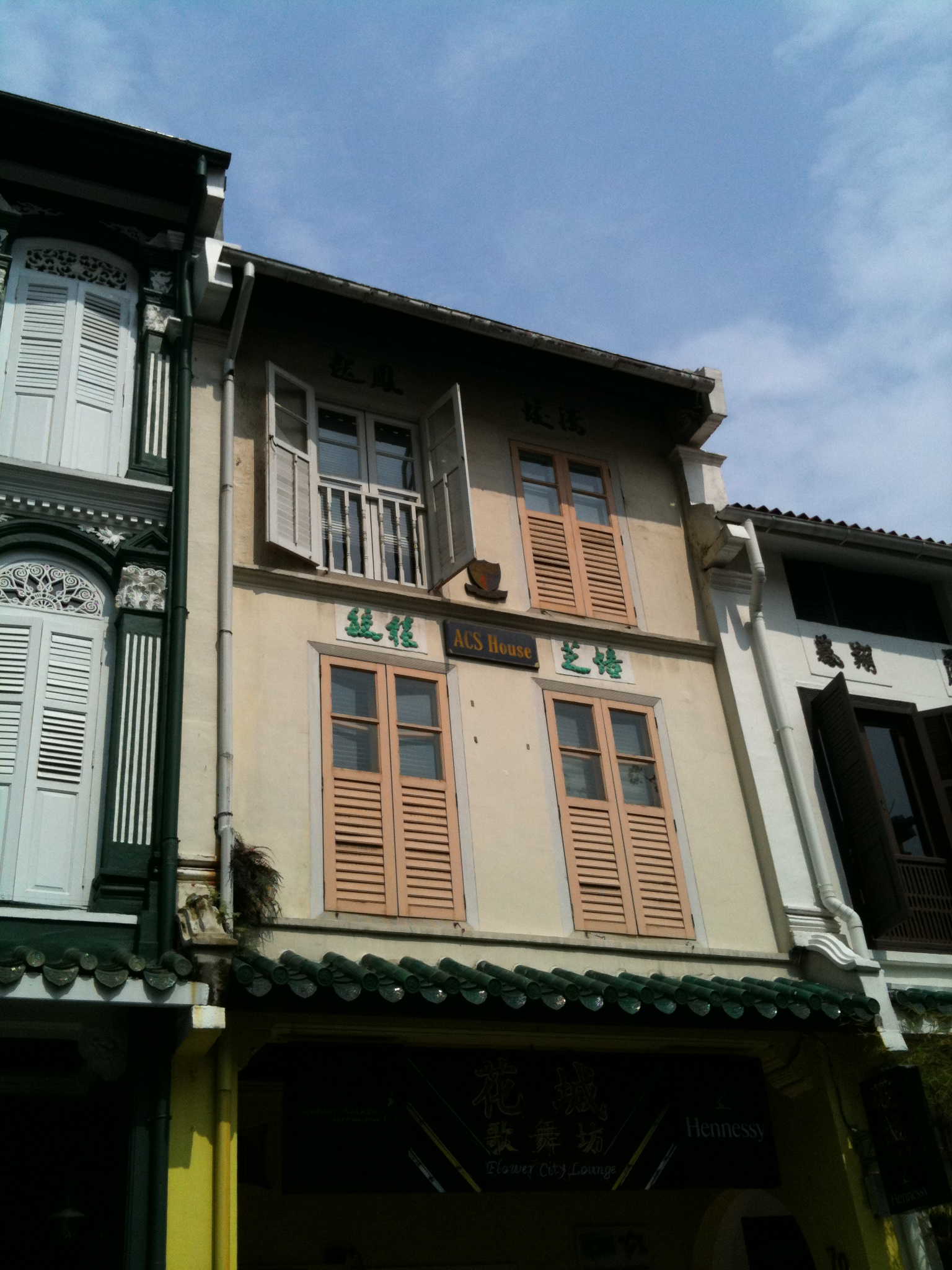
厦门街70号, 新加坡英华学校于1886年3月1日的创立地点。（2011年10月摄）

廈門街（英語：Amoy Street），旧俗称妈祖宫后、义学口，位於新加坡核心商業區邊陲，與珊頓道平排，在麦卡南街與文達街之間，是一條單線單程行車的街道。廈門街是新加坡其中一條最早建成的街道，早於1830年代已經有其記載。Amoy是中國南方港口城市廈門的英文舊稱，早期居民多數來自廈門，此街因而得名。街道兩旁的建築物至今依然是建於20世紀初的店屋。
英华学校于1886年3月1日在厦门街的其中一间店屋（70 号）开办，这间店屋已被标记为历史遗迹。

## 厦门街22号店屋
厦门街22号店屋位于牛车水东北部的边缘地带，毗邻新加坡中央商业区，其建筑采用的是一种晚期店屋风格。从建筑的外表可以看出它具有西方古典建筑的元素并受欧洲新古典主义百叶窗的影响。除此之外，店屋还被赋予了中西混合的装饰。这座店屋还带有插孔屋顶、阳台和百叶窗等本地乡土建筑元素。

## 厦门街66号——仙祖宫
仙祖宫，原称紫云庙，建于1868年，由征明法师始创。当年他从福建家乡将主神呂府仙祖的金身带过来。法师选择在这地方建庙是因为它在本区域填海造陆前面向海又后靠山（安详山），是个很理想的风水位置。